# Kizito Trung Hiếu
Trần Trung Hiếu (sinh ngày 2 tháng 2 năm 1993), tên thật là Geoffrey Kizito, là một cầu thủ bóng đá người Uganda nhập quốc tịch Việt Nam hiện thi đấu ở vị trí tiền vệ cho câu lạc bộ Becamex Bình Dương.

## Câu lạc bộ
Sinh ra ở Kampala, anh đã trải qua mùa giải 2012 và 2013 tại Việt Nam cùng với Xuân Thành Sài Gòn. Đầu tháng 1 năm 2014, anh đã ký một thỏa thuận chơi cho nhà vô địch giải Ngoại hạng Kenya là Gor Mahia. Anh trở lại Việt Nam ở mùa 2015, chơi cho Than Quảng Ninh. Kể từ đó tới nay, anh thi đấu cho nhiều câu lạc bộ khác nhau tại giải vô địch quốc gia Việt Nam (V-League 1).

## Sự nghiệp quốc tế
Anh ra mắt quốc tế cho đội tuyển Uganda vào năm 2012. Anh tham dự Cúp bóng đá châu Phi 2017 cùng với đội tuyển Uganda.

## Đời tư
Kizito được công nhận quốc tịch Việt Nam vào năm 2017, lấy tên Việt Nam là Trần Trung Hiếu.